# Solon, Iowa
Solon är en ort i Johnson County i Iowa. Vid 2010 års folkräkning hade Solon 2 037 invånare.